# 切拉内西
切拉内西（義大利語：Ceranesi），是意大利热那亚省的一个市镇。总面积30.9平方公里，人口3983人，人口密度128.9人/平方公里（2009年）。ISTAT代码为010014。